# Мешовити хор Педагошког факултета у Врању „Даскал”
Мешовити хор Педагошког факултета у Врању "Даскал" произашао је из женског хора Врањске девојке, који је почео са радом 1994. године под руководством професора Слободана Дејановића. Чланови хора су студенти Педагошког факултета под диригентском палицом Јелене Вучковски. У раду Хора учествују и Весна Здравковић као корепетитор и асистент Александар Стојадиновић. 
Репертоар Хора чини широка лепеза композиција, од дела старих мајстора до композиција савремених аутора.

## Историјат
Хор Педагошког факултета У Врању постоји од 1993. године, тј. од отварања Факултета.
На иницијативу професора др Александра Ранчића, проректора Нишког универзитета, формиран је женски хор на Факултету. Овим хором, који је који је континуирано радио, роководили су и дириговали доцент спец. Илинка Андонова, професор Факултета и Слободан Дејановић, професор на Вишој музичкој школи у Нишу.
Од 1998. године диригентску палицу преузима асистент Јелена Вучковски, када Хор постаје редовни учесник свих значајнијих свечаности на Факултету и у граду. 
Женски хор имао је запажене наступе на Фестивалу омладинских хорова Републике Србије у Новом Пазару, где је освојио две сребрне плакете; концертне наступе у Јагодини, Ужицу, Крушевцу, Грделици, као и редовне годишње концерте на Педагошком факултету у Врању. Године 2002. освојио је сребрну медаљу на хорском фестивалу Мајске музичке свечаности у Бијељини, а већ наредне 2003. године освојио је и златну медаљу.
Мешовити хор Даскал, који је основан 2007. године, наставио је богату традицију музичког извођења, како на Факултету, тако и шире. Под тим се подразумевају редовни наступи, као што су: пријем нових студената, додела диплома, обележавања Дана факултета, као и остали догађаји значајни за културну и историјску баштину овог региона.

## Наступи и награде
Запажене наступе Хор је имао у земљи (Београд, Ниш, Власотинце, Доњи Милановац), Бугарској (Велико Трново) и Македонији (Скопље, Штип и Куманово). На Мајским музичким свечаностима у Бијељини Хор је освајао златне медаље 2011. и 2012, а 2015. године је, поред златне, освојио и Награду публике. Године 2013. учествовао је и на Хорском фестивалу ТЕХО у Тетову (Македонија).
- Победник “Хорфеста”, фестивал хорова који је по други пут организован у Ваљеву од 21. до 23. априла 2017. године.[4]
- Хор Педагошког факултета у Врању „Даскал“ и диригент мр Јелена Вучковски добитници су Грамате за неговање духовне музике и учешће у програмима Православне Епархије врањске. Грамате је доделио епископ врањски Пахомије на Духовној академији 26. 1. 2018. године, а поводом програма Светосавске недеље.[5]